# Stendal
Pour l’article ayant un titre homophone, voir Stendhal.
Stendal, autrefois ville de la Ligue hanséatique, est à présent le chef-lieu de l'arrondissement de Stendal au nord du Land de Saxe-Anhalt en Allemagne. La commune est située au cœur de l'Altmark, un des plus anciens paysages culturels de la plaine d'Allemagne du Nord s'étendant jusqu'à la rive ouest de l'Elbe, environ à mi-chemin entre Berlin et Hanovre. L'historien d'art et archéologue renommé Johann Joachim Winckelmann y naquit. L'écrivain Henri Beyle (Stendhal), y étant passé lors de la bataille de Wagram, aurait emprunté le nom de la ville pour s'en servir de pseudonyme.

## Géographie
La ville se situe dans le sud-est de l'Altmark, à une douzaine de kilomètres à l'ouest du fleuve Elbe. Elle se trouve à 120 km à l'ouest de Berlin, à 150 km à l'est de Hanovre et à 55 km au nord de Magdebourg, la capitale de la Saxe-Anhalt.

### Quartiers
En plus du centre-ville, le territoire communal comprend 18 localités :
| - Blindfelde - Borstel - Buchholz - Dahlen - Groß Schwechten - Heeren | - Insel - Jarchau - Möringen - Nahrstedt - Staats - Staffelde | - Uchtspringe - Uenglingen - Vinzelberg - Volgfelde - Wahrburg - Wittenmoor |

### Transports
La gare centrale de Stendal représente un nœud ferroviaire essentiel, reliée à la LGV Hanovre - Berlin  avec des embranchements vers Magdebourg et Wittenberge, Uelzen, Tangermünde et Arneburg. Elle est desservie par les trains Intercity-Express, Regional-Express et Regionalbahn et se trouve également raccordée au réseau urbain de la S-Bahn de Magdebourg.
La Bundesstraße 189 (Magdeburg–Wittenberge) et la Bundesstraße 189 (Rathenow–Gardelegen) se croisent au sud de la ville. Une extension de la Bundesautobahn 14 vers Stendal est envisagée.

## Histoire
| Appartenances historiques Marche de Brandebourg 1157-1806 Royaume de Prusse (Province de Saxe) 1806–1871 Empire allemand 1871–1918 République de Weimar 1918–1933 Reich allemand 1933–1945 Allemagne occupée 1945–1949 République démocratique allemande 1949–1990 Allemagne 1990–présent |

Des découvertes archéologiques suggèrent que le site était déjà habité au IXe siècle. La première apparition de Steinedal, une possession de l'abbatiale Saint-Michel de Hildesheim, dans un acte de l'empereur Henri II en 1022 est maintenant considérée comme une contrefaçon.
La ville actuelle a été fondée aux environs de l'an 1160 par Albert Ier l’Ours, le premier margrave de Brandebourg. Les citoyens de Stendal bénéficient de la liberté du droit de Magdebourg. Faisant initialement partie de la région d'Ostphalie au sein du duché de Saxe, les domaines sur la rive ouest de l'Elbe, le pays d'origine des princes ascaniens, furent inclus dans la marche de Brandebourg s'étendant sur les territoires slaves à l'est.
Vers l'an 1300, les fortifications de la ville furent construites. Aux temps médiévaux, Stendal, en tant que membre de la ligue hanséatique de 1358 à 1518 et le site d'une monnaie, est devenu un centre d'échanges commerciaux. Une école latine y existait à partir de 1338 ; l'élève le plus célèbre fut Johann Joachim Winckelmann au XVIIIe siècle.
Le 10 avril 1502, l'électeur Joachim Ier de Brandebourg épousa Élisabeth, fille du roi Jean de Danemark, à Stendal. Sous son fils et successeur Joachim II, la Réforme protestante est mise en place en 1539.
Ville de garnison de l'Armée prussienne depuis 1640, le 3e régiment de la 1re division de Cavalerie de la Reichswehr s'est établi à Stendal en 1919. De 1934 à 1936, une base aérienne de la Luftwaffe est installée près du village de Borstel, où la création des troupes aéroportées (Fallschirmjäger) a été officiellement inaugurée en 1936 ; c'est d'ici que partirent plusieurs attaques dans le cadre de la tactique du Wilde Sau (« truie sauvage ») et du Sonderkommando Elbe vers la fin de la Seconde Guerre mondiale.
Pendant la Seconde Guerre mondiale, la ville fut la cible de dix bombardements britanniques, et 20 % de la ville était détruit. La cathédrale fut presque entièrement détruite et fut reconstruite entre 1946 et 2013. Le 4 mai 1945, les forces de la 12e armée, sous le commandement de Maximilian von Edelsheim, traversent l'Elbe et se rendent à la 9e armée américaine à la mairie de Stendal.
Jusqu'à la réunification allemande en 1990, la ville faisait partie du district de Magdebourg au sein de la République démocratique allemande (RDA). Les casernes sont utilisées par les forces armées soviétiques et les troupes frontalières de la RDA. Dans les années 1970, le programme nucléaire est-allemand prévoyait de construire quatre réacteurs nucléaires de 1000 MW au nord-est de Stendal ; les travaux ont été arrêtés en 1991.

### Bâtiments et sites notables
Comme Stendal était un membre de la ligue hanséatique, beaucoup de bâtiments dans le centre historique furent construits en gothique de brique comme à Lübeck, la capitale de la ligue.
La cathédrale de Saint-Nikolai fut construite de 1423 à 1467, gravement endommagée par un bombardement en 1945 et reconstruite entre 1946 et 2013, mais les travaux de la reconstruction ont été interrompus plusieurs fois. L'Hôtel de ville du XIVe siècle se trouve à la place du Marché devant l'église Sainte-Marie (1447). Les deux clochers (84 m) de l'église sont la marque distinctive de Stendal. Au centre de la ville, il y a plusieurs maisons à colombages intéressantes, surtout dans la Breite Straße, la Grand-rue. La porte d'Uenglingen du XVe siècle se trouve au nord de la ville et la porte de Tangermünde (1220) se trouve au sud. La tour Pulverturm, construite vers l'an 1450, est une vieille tour de défense du Moyen Âge. L'église de Saint-Jakobi au nord du centre historique fut construite entre 1311 et 1477. L'église de Saint-Petrus, construite vers la fin du XIIIe siècle, est l'église la plus vieille de Stendal.

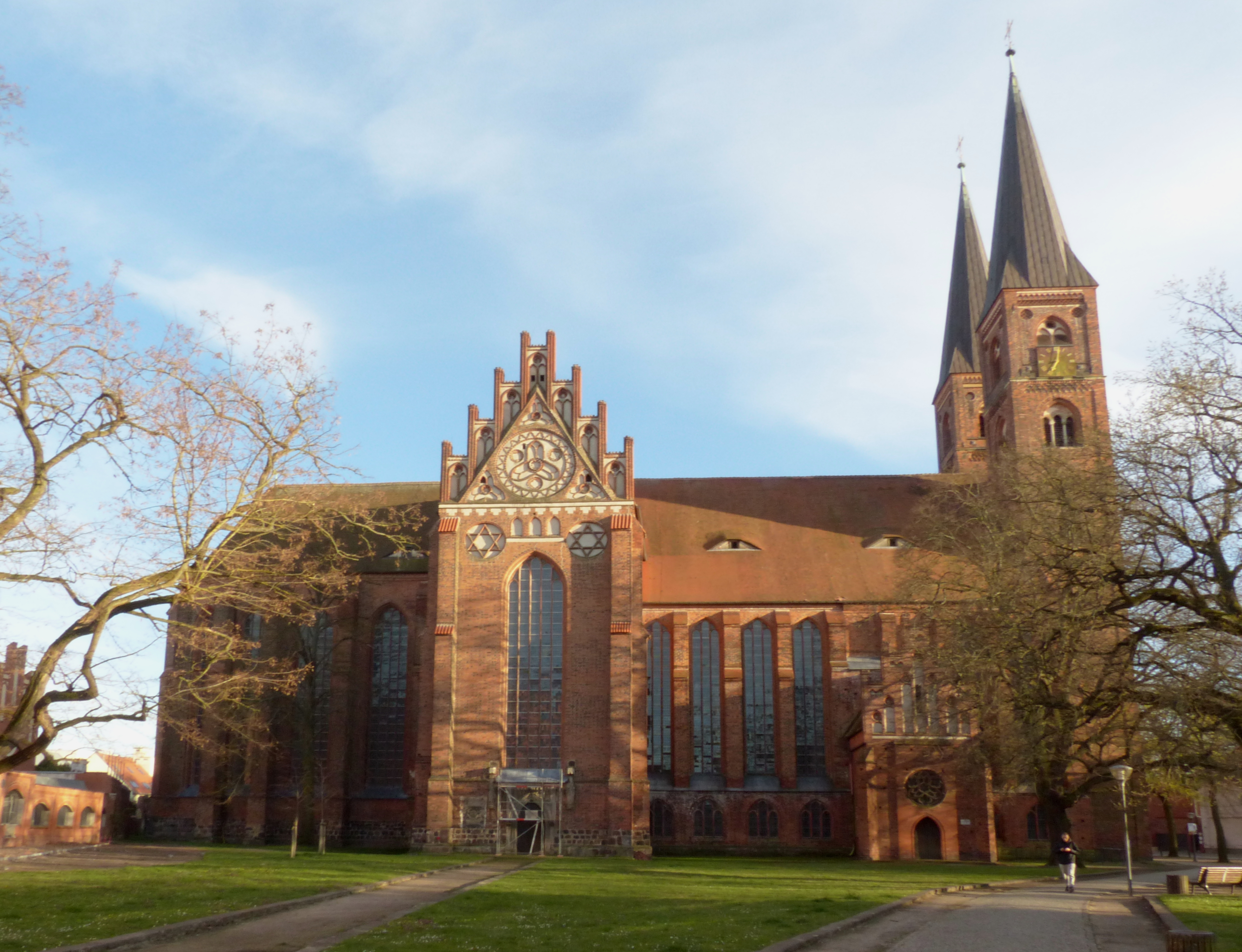
Cathédrale de Saint-Nikolai
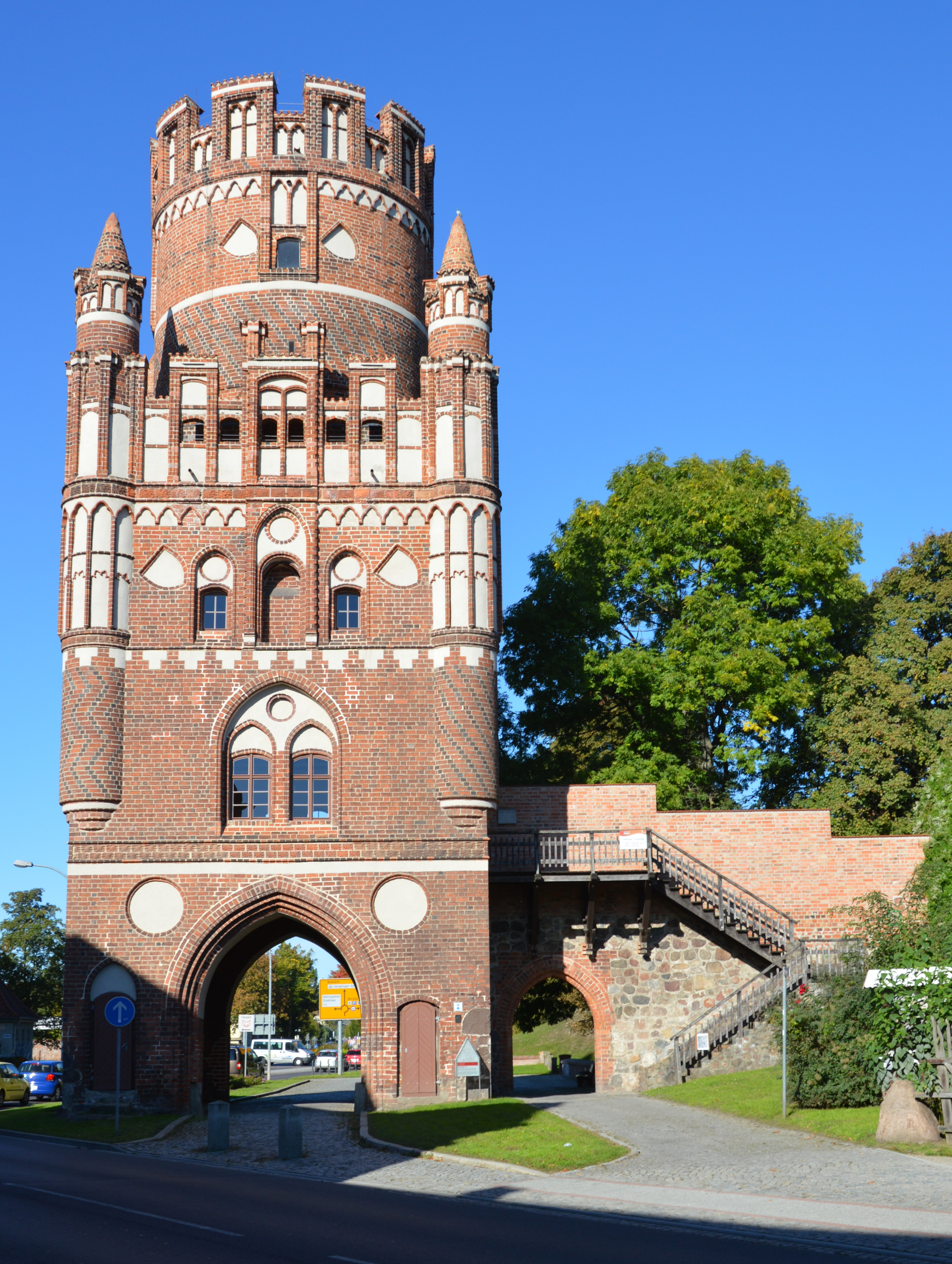
La porte d'Uenglingen
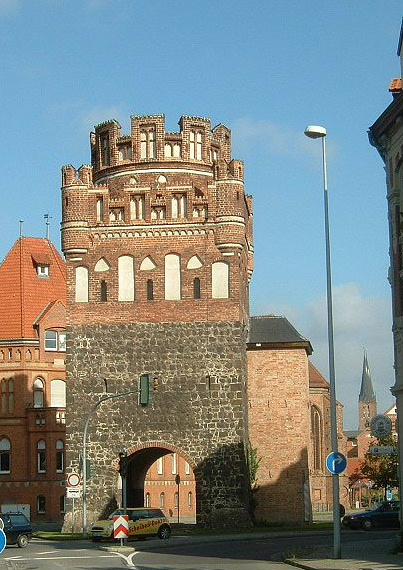
La porte de Tangermünde
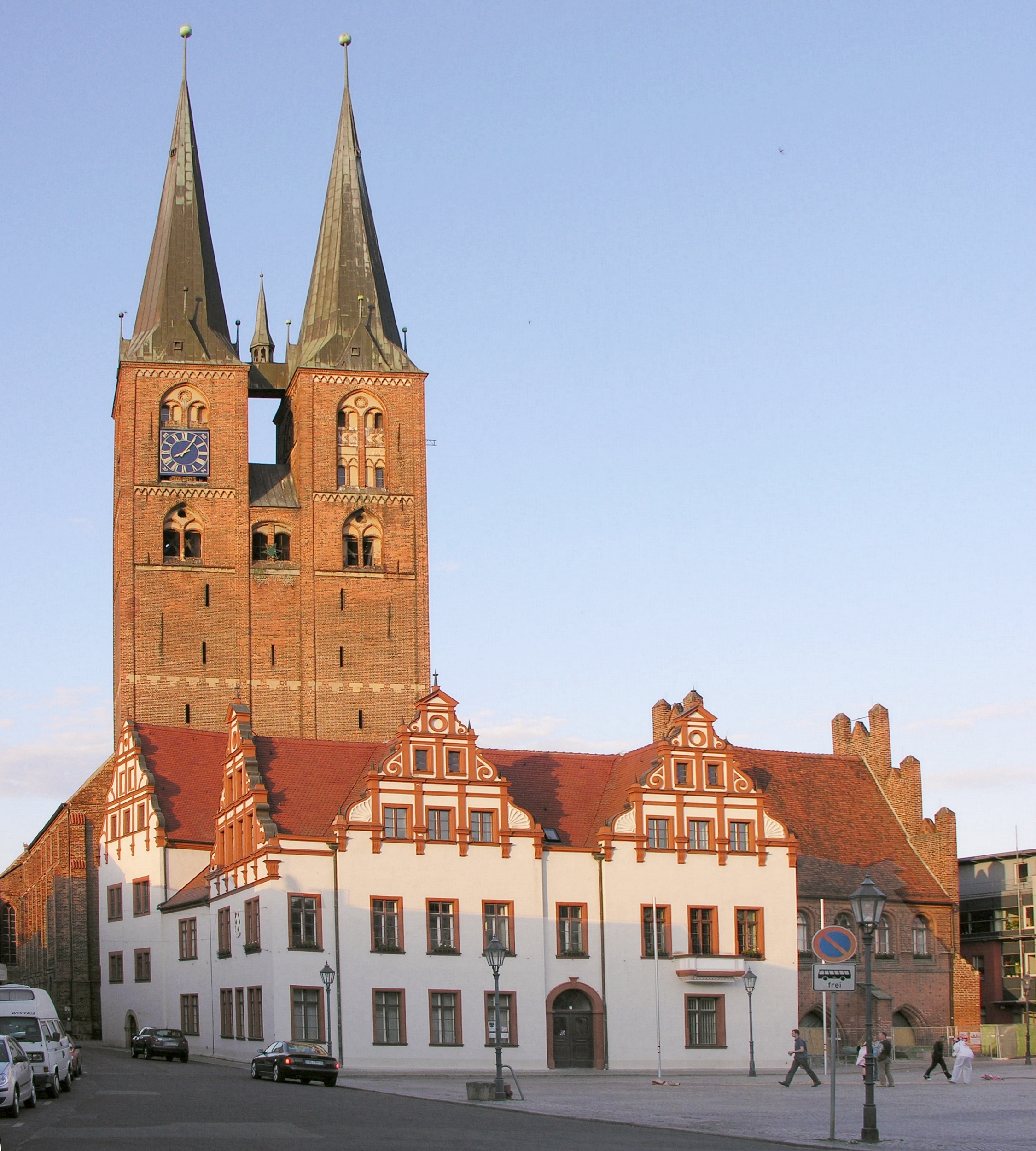
Place du Marché, l'hôtel de ville, l'église de Sainte-Marie
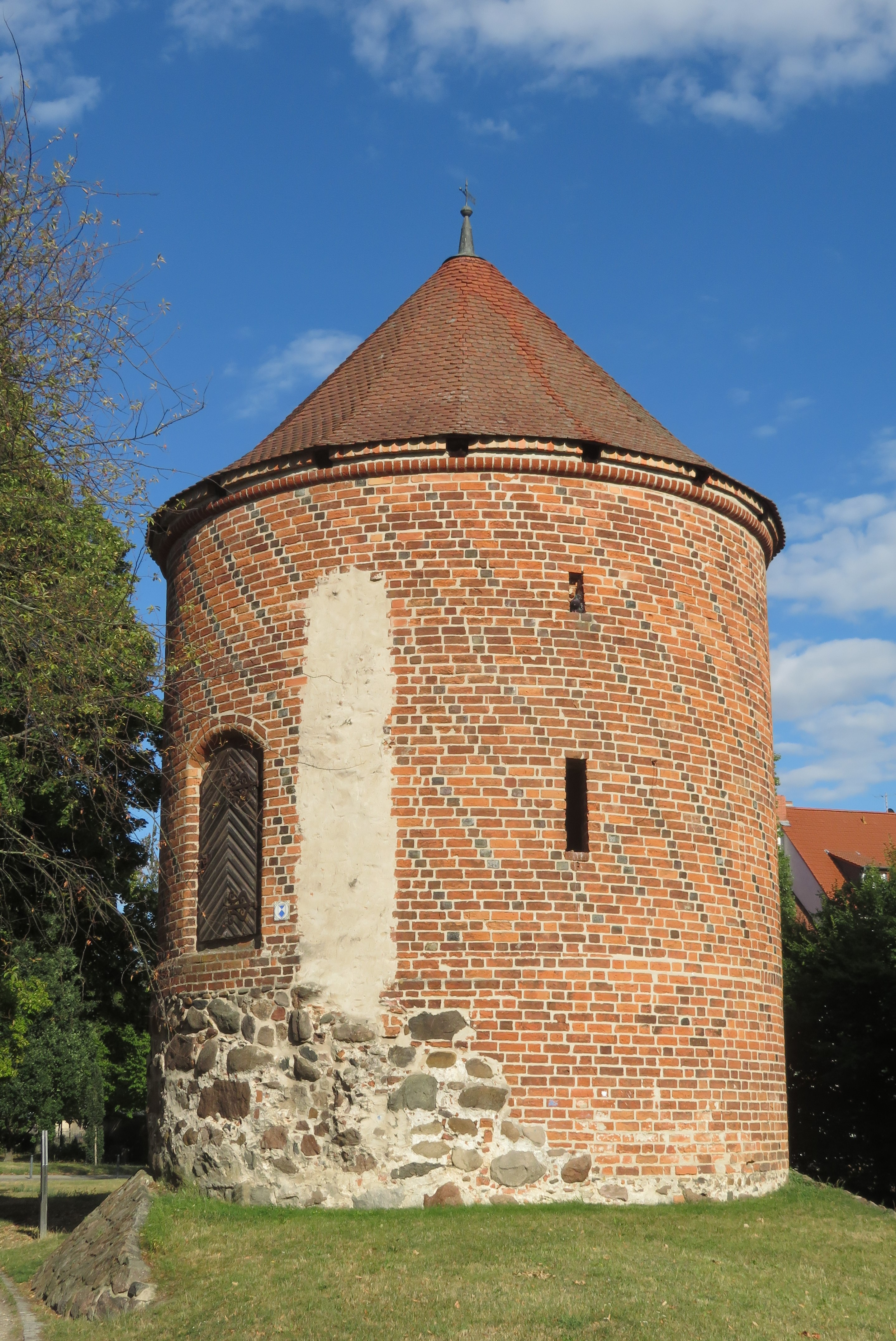
La tour Pulverturm

## Jumelages
La ville de Stendal est jumelée avec :
- Lemgo (Allemagne) depuis 1988
- Svitavy (Tchéquie)
- Grenoble (France) depuis le 5 octobre 1992
- Puławy (Pologne)

## Personnalités liées à la commune
- Dietrich Kagelwit (v. 1300–1367), archevêque de Magdebourg ;
- Johann Joachim Winckelmann (1717–1768), archéologue, antiquaire et historien de l’art ;
- Amand von Ruville (1816-1884), général ;
- Leo Pochhammer (1841–1920), mathématicien ;
- Otto Schoetensack (1850–1912), professeur d'anthropologie ;
- Ludwig Turek (1898–1975), écrivain ;
- Heinz Assmann (1904–1954), officier de la marine ;
- Irina Korschunow (1925–2013), femme de lettres ;
- Hans-Jürgen Rückborn (né en 1940), athlète ;
- Gerd Gies (né en 1943), homme politique ;
- Rainer Karlsch (né en 1957), historien ;
- Anke Wichmann (née en 1975), coureuse cycliste.